# Lista de embaixadores de Portugal na República Dominicana
Abaixo encontra-se a lista de embaixadores portugueses na República Dominicana. Os dois países mantêm relações diplomáticas desde 1883. Um embaixador português foi acreditado pela primeira vez em Santo Domingo em 1947.
O cargo inicialmente estava associado ao embaixador de Portugal na Venezuela. Entre 1971 e 1973, Portugal estabeleceu brevemente a sua própria embaixada na capital dominicana, Santo Domingo, e desde então a representação portuguesa no México tem sido responsável pela República Dominicana.
Há um Consulado Honorário português em Santo Domingo.

## Chefes de missão
| Nome                                           |                      | Posse                | Observ.                                                       |
| República Dominicana                           | República Dominicana | República Dominicana | República Dominicana                                          |
| ---------------------------------------------- | -------------------- | -------------------- | ------------------------------------------------------------- |
| João Maria da Silva Lebre e Lima               |                      | 1947                 | Enviado especial                                              |
| Carlos Augusto Fernandes                       |                      | 1971                 | acredit. 1971, Embaixador em Santo Domingo em missão especial |
| João Oswaldo Marçal Correia Antunes de Almeida |                      | 1973                 | acredit. 1973, Embaixador em Santo Domingo                    |
| José Fernandes Fafe                            |                      | 1978                 | acredit. 1978, Embaixador de Portugal no México               |
| Francisco José Laço Treichler Knopfli          |                      | 1987                 | acredit. 1987, Embaixador de Portugal no México               |
| António Cabrita Matias                         |                      | 1989                 | acredit. 1989, Embaixador de Portugal no México               |
| Alvaro Gil Gonçalves Pereira                   |                      | 1995                 | acredit. 1995, Embaixador de Portugal no México               |
| António Chambers de Antas de Campos            |                      | 1999                 | acredit. 1999, Embaixador de Portugal no México               |
| Manuel Marcelo Monteiro Curto                  |                      | 2002                 | Embaixador de Portugal no México                              |
| Francisco Manuel Guimarães Henriques da Silva  |                      | 2004                 | Embaixador de Portugal no México                              |
| Francisco Domingos Garcia Falcão Machado       |                      | 2007                 | Embaixador de Portugal no México                              |
| João José Gomes Caetano da Silva               |                      | 2011                 | Embaixador de Portugal no México                              |
| Jorge Ayres Roza de Oliveira                   |                      | 2016                 | Embaixador de Portugal no México                              |